# Jan Thomassen
Jan Mathijs Thomassen, né le 10 novembre 1907 et décédé le 10 décembre 1974 fut un homme politique belge, membre du CVP.
Thomassen fut assistant social.
Il fut désigné sénateur provincial de la province de Limbourg (Belgique) en 1958, mais renonça un an plus tard.

## Sources
- Bio sur ODIS